# Haël-Werkstätten für Künstlerische Keramik

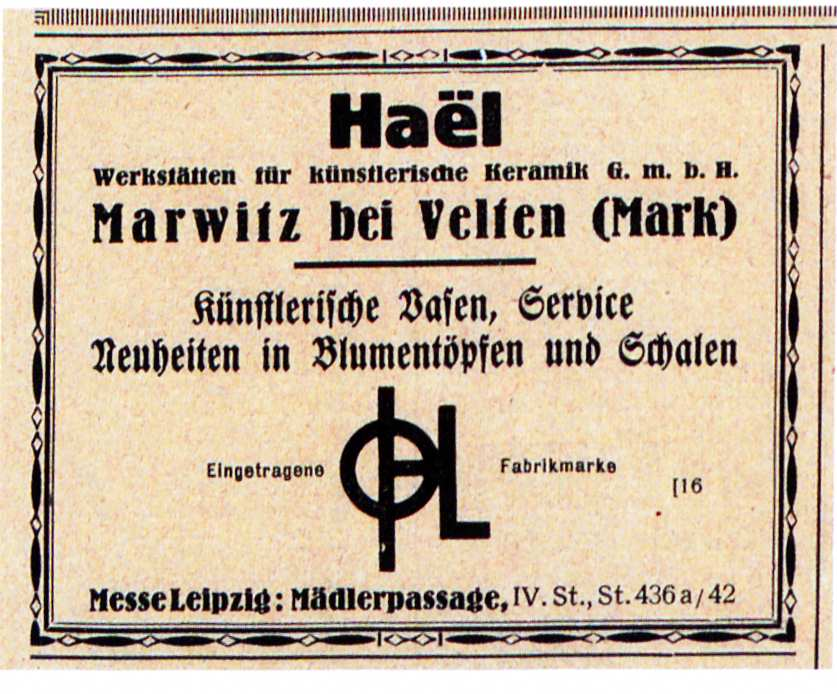
Werbeanzeige zur Leipziger Messe 1927

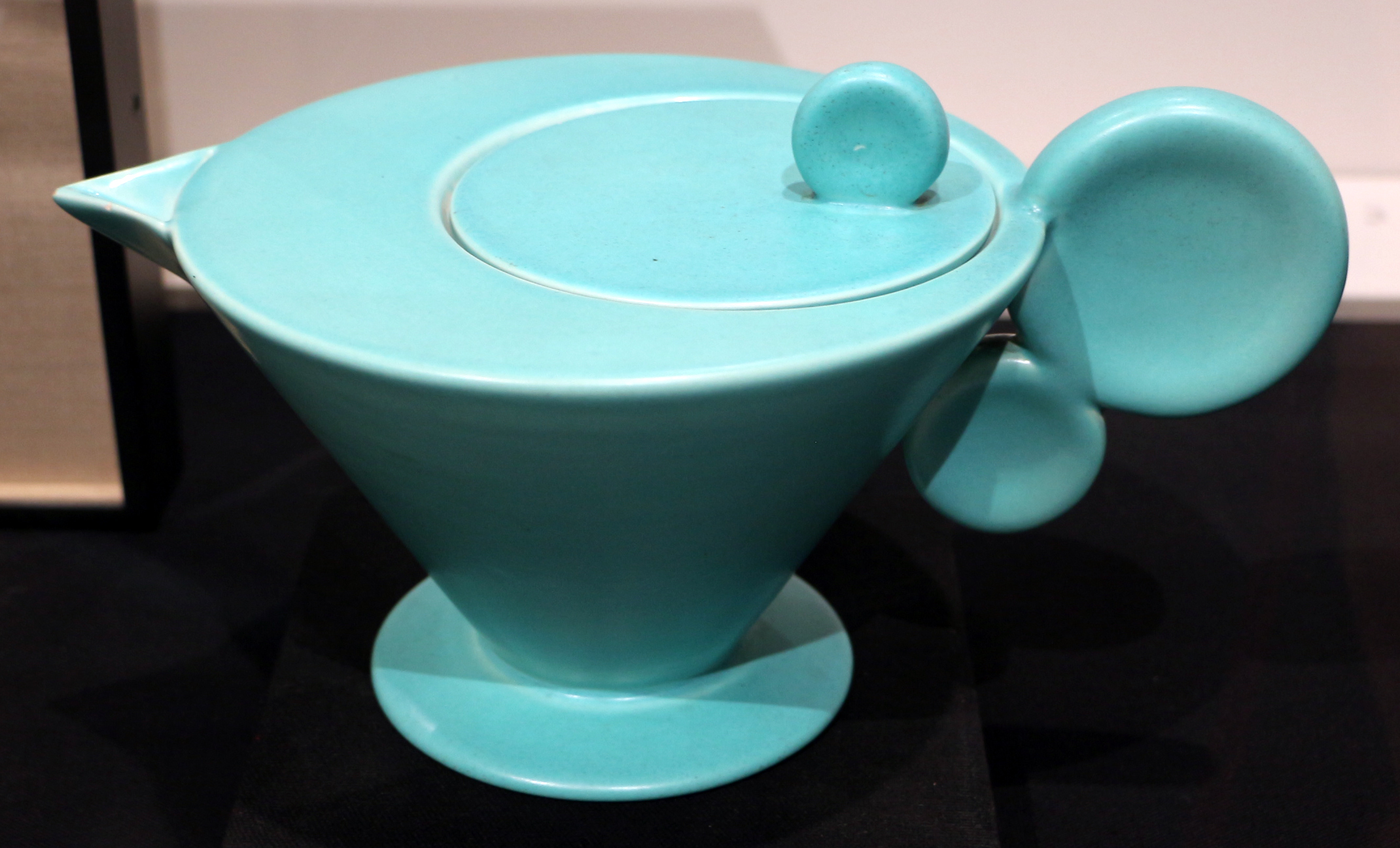
Margarete Heymann: Teekanne mit Scheibengriffen, um 1930

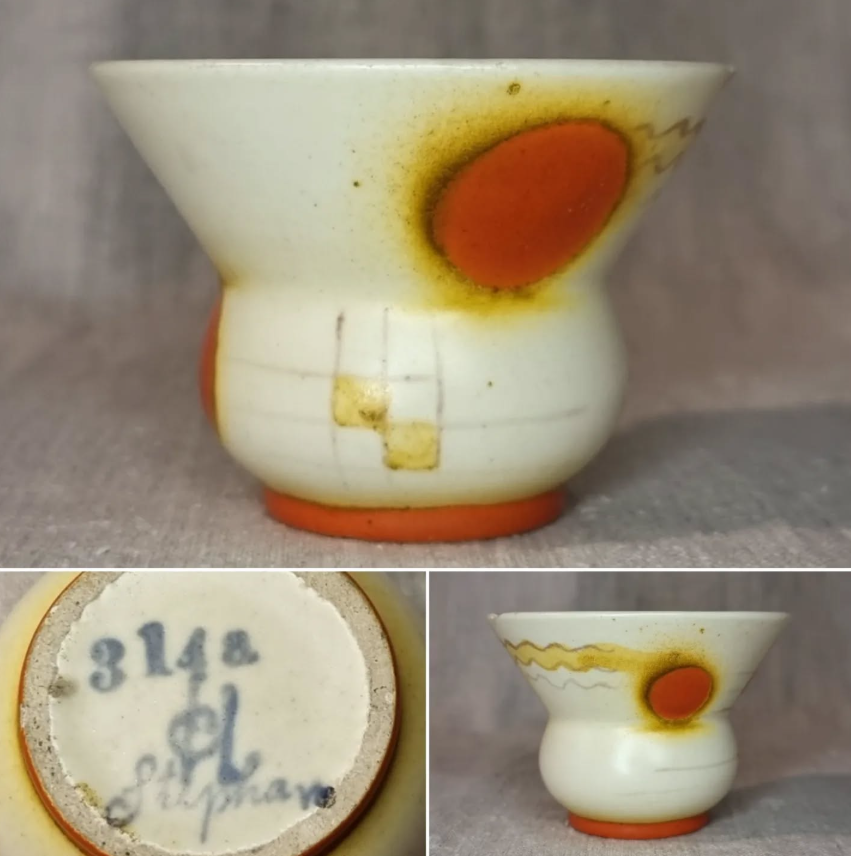
Haël-Werkstätten in Marwitz. Mini-Vase, 5,5 cm. Modell 314, Dekor: "Stephan". Design: Margarete Heymann-Loebenstein

Haël-Werkstätten für Künstlerische Keramik G.m.b.H. war eine 1923 von Gustav Loebenstein, dessen Ehefrau Margarete geb. Heymann und Daniel Loebenstein in der ehemaligen Kachelofenfabrik als Nachfolger der produzierenden Firma Petry in Marwitz, Mark  Brandenburg auf Pachtbasis gegründete Steingut-Manufaktur. Sie musste von der Inhaberin 1933 auf Grund des politischen Drucks durch die Nationalsozialisten und wohl aus wirtschaftlichen Gründen stillgelegt werden.

## Geschichte
Der erfolgreiche Geschäftsgang erlaubte 1927 den Anteilseignern den Ankauf und Ausbau des Firmengeländes. Dabei orientierten sich Formgebung und Dekor an den Steingutfabriken Velten-Vordamm. Hier hatte Frau Loebenstein zuvor gearbeitet.
Im März 1928 verunglückten die Brüder Loebenstein auf dem Weg zur Leipziger Mustermesse. Margarete Heymann-Loebenstein führte den Betrieb zunächst erfolgreich weiter und konnte während der Weltwirtschaftskrise trotz anhaltender Verluste noch das neue, schlichte Geschirr „Norma“ vom 28. August bis zum 1. September 1932 auf der Leipziger Herbstmesse präsentieren. Doch der Jahresverlust des Geschäftsjahres 1932 betrug 33.768 Reichsmark. Der Firmenauftritt auf der Leipziger Frühjahrsmesse unterblieb. Zur Fortführung des durch Margarete Loebenstein Anfang Juli 1933 eingestellten Betriebes in der alten Kachelofenfabrik war neues Geld notwendig.
Der von dem 1931 in Konkurs gegangenen Werk Velten der Steingutfabriken Velten-Vordamm übernommene Betriebsleiter August Wojak versuchte jetzt, Adolf Kruckau, den Direktor der Nachfolgefirma Keramisches Werk Vordamm, für eine Neugründung des Veltener Werkes in der alten Marwitzer Kachelofenfabrik zu gewinnen. Margarete Loebenstein hatte früher im Werk Velten mitgearbeitet, sie sollte die künstlerische Leitung und eine Anteilshälfte von 20.000 RM übernehmen. So hatten es Kruckau und der von Loebenstein eingesetzte Liquidator Max Silberberg vereinbart. Doch legte im September 1933 Loebenstein die Firma endgültig still und versuchte eine Neugründung in Jerusalem. Wie Nora Herz an Hedwig Bollhagen schrieb, wurde Margarete Loebenstein am 17. November für neue Verhandlungen auf Grundlage der erreichten Vorvereinbarung zurückerwartet.
Heinrich Schild, der bereits 1931 als Konkursberater den Entlassenen der Steingutfabriken Velten-Vordamm, Werk Velten, zur Seite gestanden hatte, nahm die Verhandlungen wieder auf und konnte durch Gründung der HB-Werkstätten für Keramik am 1. Mai 1934 dem Mitarbeiterkreis der Steingutfabriken unter der künstlerischen Führung von Hedwig Bollhagen einen neuen Arbeitsplatz aufbauen als unentgeltlich wirkender Geschäftsführer. Bollhagen wurde Angestellte des neuen Betriebes. Sie konnte vorhandene und neue Dekore sowie vorhandene und neue Modelle durch Nutzung sowohl des Repertories der Haël-Werkstätten – darunter Formen der Serie „Norma“ – wie andererseits der Steingutfarbiken Velten-Vordamm – darunter durch Wiederbeschäftigung der Malerinnen das „Paradiesmuster“ von Charlotte Hartmann – zu neuen Servicegruppen binden. Auch wurden besondere Stücke weiterproduziert. Margarete Loebenstein war nicht an den Gewinnen beteiligt und emigrierte 1936 nach England, wo sie der Deportation entgehen konnte.